# Louis Granier de Cassagnac
Pour les articles homonymes, voir Granier de Cassagnac.
Louis Elie Edouard Granier de Cassagnac (2 février 1848 à Paris - 1er août 1930 à Bosmie, est un militaire français, promu général de brigade le 24 novembre 1906.

## Biographie
Les Granier de Gassagnac sont issus d'une longue lignée de propriétaires forestiers et de gentilshommes verriers du Gers. Né en 1848 à Paris, Louis est le fils de Bernard-Adolphe Granier de Cassagnac, député du Gers de 1852 à 1870, puis à nouveau de 1876 à 1880, candidat officiel siégeant dans la majorité dynastique, siégeant au groupe bonapartiste de l'Appel au peuple, fondateur du journal Le Réveil, et de Rosa Brun de Beaupin de Beauvallon. Il est le frère de Paul de Cassagnac et de Georges Granier de Cassagnac.

### Engagement dans l'armée
Le 3 avril 1868, il est engagé volontaire aux dragons de l'Impératrice, alors régiment de cavalerie de la Garde impériale de Napoléon III. Il est promu brigadier le 17 octobre 1868, puis maréchal-des-logis le 18 juillet 1870.

### Guerre de 1870
Lors de la Guerre franco-allemande de 1870, il est détaché comme porte-fanion du général Decaen. Lorsque ce dernier meurt à Borny, il devient porte-fanion du Maréchal Le Bœuf. Il prend part durant ce conflit à toutes les opérations du 3e Corps d'Armée, dont les batailles de Forbach, Borny, Gravelotte , ainsi qu'aux affaires de Servigny et de Sainte-Barbe (bataille de Noisseville), où il est blessé d’un éclat d’obus à la tête. Il reçoit alors la Médaille militaire. Fait prisonnier de guerre par les Prussiens le 29 octobre 1870 à la suite de la capitulation de Metz, il s’évade le 18 novembre suivant et rejoint l’armée de la Loire, puis l'armée de Versailles au sein de laquelle il combat contre la Commune, notamment au combat de Choisy-le-Roy le 21 mai 1871.

### Suite et fin de sa carrière militaire
Le général Changarnier appuie alors sa demande pour passer officier. Il devient alors sous-lieutenant le 23 décembre 1870. Muté au 9e régiment de dragons puis au 8e régiment de la même arme, il est promu lieutenant le 20 mars 1876.
Changeant d'affectation pour le 3e régiment de chasseurs d'Afrique, il est élevé au grade de capitaine le 14 juin 1881, et reçoit le commandement d'un escadron de ce régiment le 1er juillet 1887.
Passant par le jeu des mutations par différents régiments de chasseurs, chasseurs d'Afrique et cuirassiers, il devient chef de corps du 5e régiment de dragons alors qu'il est nommé colonel, le 9 avril 1903.
Dès le 24 novembre 1906, il accède au grade de général de brigade, prenant la tête de la 1re brigade de hussards, rattachée à la 4e division de cavalerie. Le général Granier de Cassagnac prend son dernier poste le 23 août 1907 à Valence, avec le commandement de la 14e brigade de cavalerie.
Il est mis en disponibilité à sa demande pour raison de santé le 22 juillet 1909.

## Décorations
- Commandeur de la Légion d'honneur (11 juillet 1909)[1]
- Médaille militaire (19 octobre 1870)
- Médaille coloniale avec agrafe "Tunisie"
- Officier de l'Instruction publique
- Officier du Nichan Iftikhar